# Mohr mit der Smaragdstufe

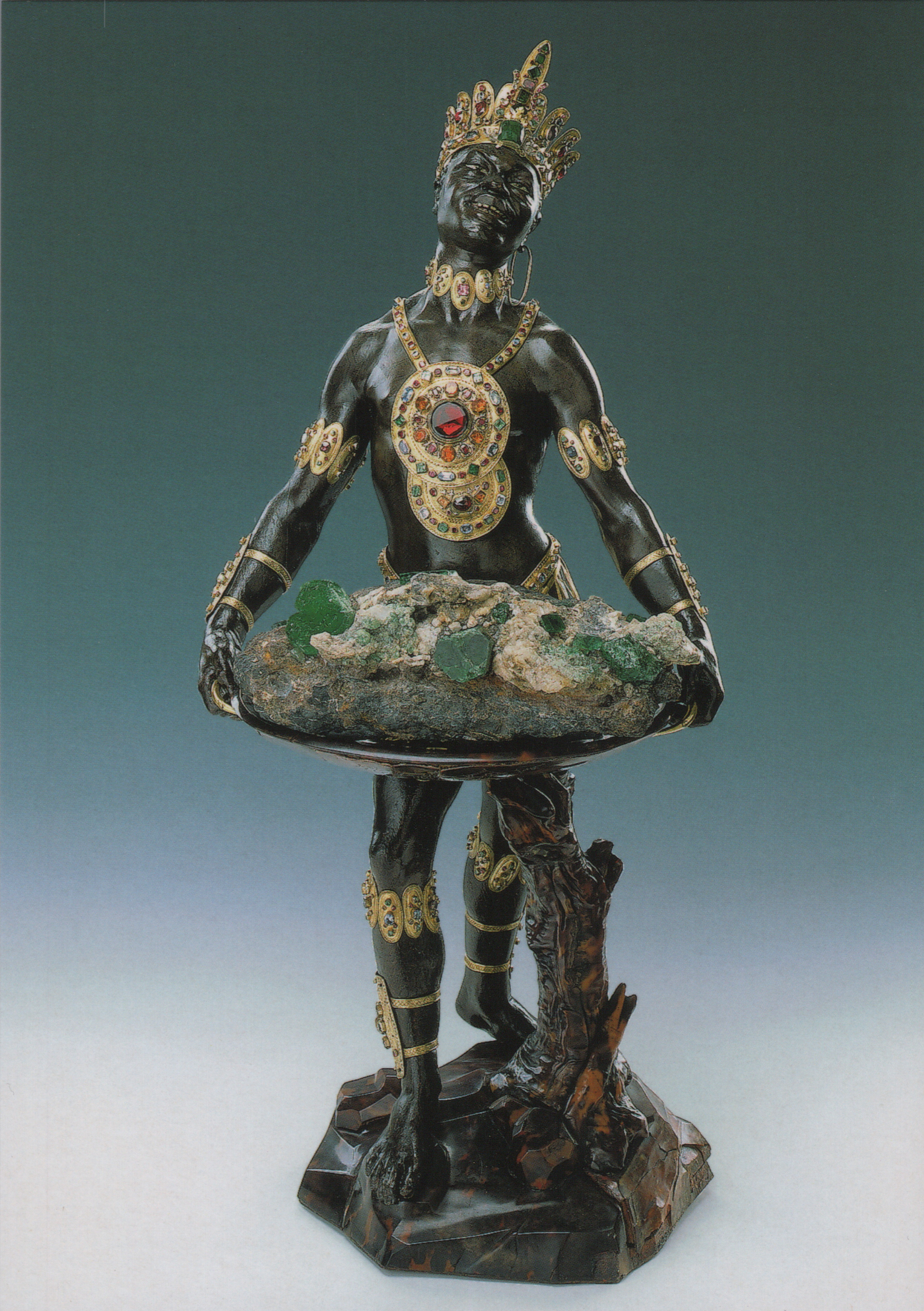
Mohr mit der Smaragdstufe im Grünen Gewölbe in Dresden

Der Mohr mit der Smaragdstufe ist eine barocke Statuette, die um 1724 im Auftrag von August dem Starken nach Entwurf von Balthasar Permoser geschaffen wurde. Das Kunstwerk zählt zu den bedeutendsten Ausstellungsobjekten des Grünen Gewölbes in Dresden.

## Beschreibung
August der Starke wollte aus seinem Besitz eine Kostbarkeit zur kurfürstlichen Schatzkammer beisteuern. Er entschied sich für einen Brocken limonitischen Gesteins, das mit 16 zum Teil sehr großen Smaragden besetzt war. Dieses Exponat war 1581 von Kaiser Rudolf II. an Kurfürst August gekommen. Geschaffen wurde die barocke Statuette von dem am sächsischen Hof tätigen Bildhauer Balthasar Permoser um 1724. Daneben waren an dem Kunstwerk auch der Juwelier Johann Melchior Dinglinger, der Bildhauer Wilhelm Krüger und der Lackierer Martin Schnell beteiligt.
Die 63,8 cm hohe, 29,0 cm breite und 31 cm tiefe Statuette stellt einen schwarzen Mann dar. Tatsächlich handelt es sich jedoch nicht um einen „Mohren“, sondern um einen Indianer, worauf eingearbeitete Tätowierungen, die Hals- und Armbänder, Federkrone, Lendenschurz und Fußbekleidung hinweisen. Diese weisen den Dargestellten außerdem als Adligen aus. Vorlage war ein Kupferstich eines Ureinwohners von Florida von Theodor de Bry. Allerdings stand für die Physiognomie ein Schwarzafrikaner Pate. Auf seinem Tablett präsentiert der Dargestellte verschiedene Smaragde aus Kolumbien. Die Figur ist aus Birnbaumholz gefertigt, das dunkelbraun lackiert wurde. Das Gewicht beträgt 3741 g, mit der (abnehmbaren) Steinstufe steigt es auf 5922 g.

## Online-Werktitel
Seit 2021 wird in der Online Collection der Staatlichen Kunstsammlungen Dresden standardmäßig der politisch korrekte Titel „**** mit der Smaragdstufe“ angezeigt. Der historische Titel „Mohr mit der Smaragdstufe“ wird erst freigegeben, wenn man den Titel anklickt und die Option auswählt. Die Umbenennung geschah im Rahmen einer 2020 begonnenen Maßnahme, bei der insgesamt 143 historische Werktitel geändert wurden.